# Wladimir Michailowitsch Schuljatikow
Wladimir Michailowitsch Schuljatikow (russisch Владимир Михайлович Шулятиков; * 30. Septemberjul. / 12. Oktober 1872greg. in Moskau; † 26. Märzjul. / 8. April 1912greg. ebenda) war ein russischer Philologe, Philosoph und Revolutionär.

## Leben
Schuljatikow, Sohn des Revolutionärs und Versicherungsinspektors Michail Iwanowitsch Schuljatikow, verließ 1892 das 1. Moskauer Gymnasium mit einer Silbermedaille und studierte dann an der Universität Moskau in der historisch-philologischen Fakultät. 1894 organisierte er zusammen mit Wladimir Maximowitsch Fritsche, Alexander Antonowitsch Kurssinski, Konstantin Antonowitsch Chlebowski und Pjotr Semjonowitsch Kogan den Kreis der Freunde der westeuropäischen Literatur. Er schloss sich der sozialdemokratischen Bewegung an und veröffentlichte Aufsätze in verschiedenen Zeitschriften. 1898 schloss er das Universitätsstudium ab.
1902 wurde Schuljatikow Mitglied des Moskauer Komitees der Sozialdemokratischen Arbeiterpartei Russlands (RSDRP). Noch im selben Jahr wurde er verhaftet und zunächst nach Twer und dann nach Sumski Possad, Onega und schließlich Archangelsk verbannt. 1903 wurde er Mitglied des Archangelsker Komitees der RSDRP (bis 1905) und Bolschewik.
Während der Russischen Revolution 1905 kehrte Schuljatikow nach Moskau zurück und schloss sich der Literatur-Lektorengruppe beim Moskauer Komitee der RSDRP an. Er organisierte verschiedene Zeitschriften, deren Mitarbeiter er dann war. Er war 1908–1909 Mitglied des Moskauer und Moskauer Oblast-Büros des Zentralen Industrie-Rajons der RSDRP. Er war Delegierter der Moskauer Textilarbeiter auf dem 1. Kongress der Fabrik-Ärzte und Industrie-Vertreter im April 1909. Er war Delegierter des Moskauer Oblast-Büros auf der Konferenz der erweiterten Redaktion der Zeitschrift Proletari im Juni 1909 in Paris. 1909–1912 war er Vorsitzender der Untersuchungskommission für provokatorische Angelegenheiten beim Moskauer Komitee der RSDRP. 1910 wurde er letztmals verhaftet.
Schuljatikow übersetzte Werke von Ada Negri, Alfred Jeremias, John Mitchel, Angelo Oliviero Olivetti, George Bernard Shaw, José Echegaray und insbesondere Werke von Vicente Blasco Ibáñez ins Russische. Schuljatikows Hauptwerk ist sein 1908 erschienenes Buch über die Rechtfertigung des Kapitalismus in der westeuropäischen Philosophie von René Descartes bis Ernst Mach. Lenins Notizen dazu wurden von Mikko Kammari 1937 in der Zeitschrift Proletarskaja Rewoljuzija Nr. 8 veröffentlicht.
Schuljatikow starb an Magenkrebs nach einer Operation im Soldatenkrankenhaus und wurde auf dem Wagankowoer Friedhof begraben. 1913 wurde neben ihm sein Onkel Alexander Petrowitsch Tscharuschnikow begraben.
1921 erhielt Schuljatikows Familie auf Antrag des Volkskommissars für Justiz Dmitri Iwanowitsch Kurski und Beschluss des Kleinen Rats der Volkskommissare mit Zustimmung Lenins eine Persönliche Pension wegen Schuljatikows großer Bedeutung für die UdSSR.
Die Sozialrevolutionärin Anna Michailowna Rasputina war Schuljatikows Schwester.